# Thomas Azuélos
Pour les articles homonymes, voir Azuélos.
Thomas Azuélos, né le 25 juillet 1972 à Sète (Hérault), est illustrateur et scénariste de bande dessinée français.

## Biographie
Thomas Azuélos fait des études d'Arts plastiques à Montpellier et à Aix-en-Provence.
Illustrateur de presse, il collabore au Monde, au Monde de l'Argent, au Monde des Livres, etc. Il collabore par ailleurs à divers fanzines et magazines.
Il réalise une chronique dessinée Le ventre de Marseille, tout d'abord sur le site Rue89 puis aujourd'hui[Quand ?] plus régulièrement dans CQFD.
En 2004, sur un scénario de David Calvo, Azuélos dessine Télémaque avec un « graphisme iconique et fou ». En 2006, le tandem publie Akhénaton, dont le « graphisme [au] caractère sobre et énergique fait de ce récit un album totalement à part ». Il devient auteur complet pour Abigaël Martini, toujours en 2006, où se manifeste sa « maîtrise du noir et blanc ».
En 2015, associé aux scénaristes Laure Marchand et Guillaume Perrier, il est le dessinateur et également co-scénariste de la BD Le Fantôme arménien, parue aux éditions Futuropolis,.
En 2016, Thomas Azuélos adapte Le Comité d'après un roman de Sonallah Ibrahim,.
En 2017, adaptant un témoignage de Simon Rochepeau, Azuélos emploie un trait « élégant, souple et empathique » pour L’Homme aux bras de mer.

## Publications
Aux Éditions Futuropolis
- Le Fantôme arménien, avec Laure Marchand et Guillaume Perrier, Éditions Futuropolis, 2015
- L'homme aux bras de mer, avec Simon Rochepeau, Éditions Futuropolis, 2017
- La zad, c'est plus grand que nous, avec Simon Rochepeau, Éditions Futuropolis, 2019
- Prénom : Inna - Tome 1, Une enfance ukrainienne, avec Inna Shevchenko et Simon Rochepeau, Éditions Futuropolis, 2020.
- Prénom : Inna - Tome 2, La naissance d'une femen, avec Inna Shevchenko et Simon Rochepeau, Éditions Futuropolis, 2021
- Toute la beauté du monde, Editions Futuropolis, janvier 2023.
- Il ne devra plus y avoir d’orphelins sur cette terre, avec Aurélien Ducoudray, d’après Le compagnon de voyage, de Curzio Malaparte. Editions Futuropolis, mars 2024

Aux Éditions Cambourakis
- Abigaël Martini, commissaire (recueil des 3 albums d'Abigaël) aux éditions Cambourakis, 2015
- Le Comité, inspiré du roman Le Comité de Sonallah Ibrahim, aux éditions Cambourakis, 2016

Aux Éditions Le port a jauni
- Les tireurs sportifs, illustrations de Thomas Azuélos sur un poème de Golan Haji, traduit de l’arabe (Syrie) par Nathalie Bontemps, mars 2018
- Ma mère a refusé que quiconque écrive sur nos corps - et autres nouvelles de Palestine, peintures sur des poèmes de Hanine Amine et Mustafa Benfodil, août 2024

Aux Éditions L'initiale
- Grand monsieur et Petit papa, mars 2012

Aux Éditions Carabas
- Télémaque, sur un scénario de David Calvo, 2004
- Akhénaton, sur un scénario de David Calvo, 2005
- Abigaël Martini, 2006
- Abigaël Martini – La nuit des enfants, 2007
- Abigaël Martini – Le grand singe vivant, 2012

### Autres travaux
Il a réalisé en 2009 les dessins du court-métrage d'animation Chienne d'histoire de Serge Avédikian (palme d'or du court-métrage au Festival de Cannes 2010).
Dans le recueil collectif Samandal (éditions Alifbata), sur le thème « Jeunesse, sexualité et poésie » : Je me souviens m’être noyé, une bd de huit pages.
Dans le troisième numéro de la revue La Déferlante (septembre 2021), La Révolte des Orangères : une bd de seize pages sur la grève des transbordeuses d'oranges de Cerbère.